# Fink Through Truss Bridge
Die Fink Through Truss Bridge war eine Straßenbrücke über den South Branch des Raritan Rivers bei Hamden in New Jersey in den USA. Sie war eine der wenigen erhaltenen Fink-Träger-Brücken mit Tragwerk über dem Brückendeck und ist deshalb sowohl ein Denkmal im National Register of Historic Places wie auch ein bedeutendes Ingenieurbauwerk auf der Liste der Historic Civil Engineering Landmarks.

## Geschichte
Die 1858 erbaute Brücke stürzte 1978 ein, nachdem ein Auto, das einem Tier ausweichen wollte, mit einem der Tragwerkspfosten kollidierte und diesen zerstörte. Einige wenige Reste sind eingelagert, der Rest der Brücke wurde Ende der 1980er Jahre verschrottet.

## Bauwerk
Die Brücke benutzte das vom deutsch-amerikanischen Bauingenieur Albert Fink entwickelte Tragwerk, das er 1854 patentieren ließ. Es bestand aus einem kastenförmigen Fachwerkträger mit unten liegendem Brückendeck. Auf Druck belastete gusseisernen Pfosten mit sechskantigem Querschnitt standen im Abstand von 12 Fuß (ca. 3,7 m) entlang des Brückendecks. Die Eckpfosten an den Deckenden waren ebenfalls aus Gusseisen, aber massiver ausgeführt. Die auf Zug belasteten Windverbände waren aus Schmiedeeisen. Das Brückendeck bestand ursprünglich wahrscheinlich ebenfalls aus gusseisernen Längs- und Querträgern. Dies kann nicht mehr nachvollzogen werden, da über die Jahre Teile der Originalkonstruktion durch Doppel-T-Träger und Rohre ersetzt wurden.